# 도미니크 잠프로그나
도미닉 잼프로니아(Dominic Zamprogna, 1979년 4월 21일 ~ )는 캐나다의 배우이다.
해밀턴에서 태어났다.

## 출연 작품
- 호스틸 메이크오버 (2009년)
- SGU 스타게이트 유니버스 (2009년)
- 2012 (2009년)
- 어 발렌타인 캐롤 (2007년) - 벤 역
- 인게이지드 투 킬 (2006년)
- 블러드석커스 (2005년)
- 잇 웨이츠 (2005년) - 저스틴 로리 역
- 데인저 씨 (2001년)
- The Stalking of Laurie Show (2000) - 앤드루 역
- 보이스 클럽 (1997년) - 카일 역
- 낸시 이야기 (1995년)
- 아이언 이글 4 (1995년)
- 에프 엑스 2 (1991년) - 크리스 브랜던 역

### 텔레비전
- 배틀스타 갤럭티카 - 2004년 시리즈 (2004년)